# Mossgräsberget
Mossgräsberget este o arie protejată (arie specială de conservare — SAC, sit de importanță comunitară — SCI) din Suedia întinsă pe o suprafață de 140,9 ha, integral pe uscat.

## Localizare
Centrul sitului Mossgräsberget este situat la coordonatele 60°47′46″N 16°00′52″E / 60.7962°N 16.0145°E.

## Înființare
Situl Mossgräsberget a fost declarat sit de importanță comunitară în iunie 1996 pentru a proteja 1 specie de animale. Situl a fost protejat și ca arie specială de conservare în martie 2011.

## Biodiversitate
Situată în ecoregiunea boreală, aria protejată conține 5 habitate naturale: Mlaștini împădurite, Lacuri și iazuri distrofice naturale, Mlaștini turboase de tranziție și turbării mișcătoare, Păduri caducifoliate de mlaștină fino-scandinave, Taiga vestică.
La baza desemnării sitului se află o specie protejată de  mamifere: râs eurasiatic (Lynx lynx).